# آرداشیر یرواندی
آرداشیر اروندی (ارمنی: Արտաշիր) ساتراپ ارمنستان از دودمان اروندی که در نیمه دوم سده ۵ (پیش از میلاد) حکومت می‌کرد. 
آرداشیر اروندی ساتراپ ارمنستان در دوران حکومت اردشیر دوم، شاهنشاه هخامنشی بود. پسر وی یرواند یکم نیز ساتراپ سوفن و میتانی در دوران حکومت اردشیر دوم بود.